# 宮之原健
宮之原 健（みやのはら たける、1993年7月16日 - ）は、鹿児島県鹿屋市出身の元プロ野球選手（外野手、両投左打）、ベースボール5選手。元ベースボール5日本代表。

## 来歴・人物

### プロ入り前
小学2年生の時に東京都へ移り住み、世田谷区立山崎小学校に編入した。小学3年生から世田谷区の「ツインファイターズ」で野球を始める。世田谷区立山崎中学校に進学した。
日本大学第三高等学校では2年秋の明治神宮野球大会からベンチ入りし、副主将も務めたが、右肘の怪我に悩まされ、3年時には全国高等学校野球選手権大会に背番号16で出場し、チームは優勝したものの自身は準決勝で9回に守備に就いたのみだった。高校の同期には阪神タイガースの髙山俊、東北楽天ゴールデンイーグルスの横尾俊建らがいる。
高校卒業後は日本ハム監督、野球日本代表監督を務めた栗山英樹に憧れ、栗山の出身校である東京学芸大学に進学した。3年から主将を務め、大学では教員になることを目指していたが、4年時に行った母校・日大三高の教育実習を機にプロ野球選手を志すようになる。同年秋の東京新大学リーグでは2部で打点王と盗塁王に輝いた。大学時代は二刀流に挑戦したこともあり、1部リーグ公式戦で完投勝利をあげたことがある。

### BCリーグ選手時代
2015年11月15日、16日にJR東日本野球部柏野球場で行われたベースボール・チャレンジ・リーグ（BCリーグ）の合同トライアウトを受験した。この時の様子はフジテレビ系列のスポーツニュース番組『すぽると!』で特集された。同月28日に行われたベースボール・チャレンジ・リーグのドラフト会議において、福島ホープスから2位指名を受け、2016年1月15日に入団会見を行った。
2017年シーズン終了後に福島を自由契約で退団した。12月7日に同じリーグの武蔵ヒートベアーズ（2018年10月より埼玉武蔵ヒートベアーズ）への入団が発表された。2019年から選手会長を務めた。同年は打撃好調で、全試合に出場してリーグ8位の打率.3447、8本塁打、チーム最多の59打点を記録し、いずれも自己最高の成績だった。2020年からは選手会長と合わせてチームのキャプテンも務める。同年は4番打者として2年連続の全試合出場を達成。3年連続の打率3割、チーム最多の安打数と盗塁数を記録し、チーム最優秀野手賞に選出された。オフには鈴木大地の自主トレに参加した。2021年も主軸を担い、チームの地区初優勝に貢献した。同年シーズン終了後、退団（任意引退）が発表された。
現役中の2019年10月、埼玉県上尾市に野球スクール&走り方スクール「Takeru Baseball School」を設立した。現役引退にともなって閉鎖するまで塾長として指導を行った。

### 野球選手引退後
2022年2月2日、学生野球資格回復認定者となったことが公示された。また、同年1月からは東京都内の小学校に勤務しており、2学年の担任を務めている。2023年3月をもって契約満了で退任。その後も、都内の小学校で教職員として勤務している。
同年5月1日、5人制野球であるベースボール5の選手としてプレーすることを表明した。これは同競技の公認インストラクターを務める六角彩子から声がかかったことによるものである。「5STARs」というチームに所属し、監督とキャプテンを務める。同チームは7月17日に行われた、第1回アジアカップ出場権をかけた日本代表決定戦の決勝まで進むも、東京ヴェルディ・バンバータに惜敗した。しかし、バンバータにアジアカップ参加規約に抵触する選手がいることが判明し、バンバータの日本代表が取り消され、派遣元である全日本野球協会の協議の結果、準優勝の5STARsが日本代表となった。8月開催の第1回アジアカップでは準優勝となり、11月にメキシコで開催の第1回ワールドカップへの出場権を獲得した。ワールドカップでは決勝戦まで進出し、キューバに敗れたものの準優勝を達成した。宮之原は「High5アワード」の個人表彰を受けた。
同年11月下旬に前十字靭帯を断裂し、手術を受けた。
その後、「5STARs」を離れ、2024年4月に新たなベースボール5チーム「Spirit Bonds」を設立したことを発表した。自身もプレーをしつつ、ユース世代の育成、普及活動にも力を入れている。

## 選手としての特徴
非常にまれな両投げ野手である。元々は右投げであったが、高校時代に右肘を故障した際に左投げに挑んだためである。現役時代は一貫して両投げ登録だったものの、実際には元々の利き手である右投げで試合に出場することがほとんどで、BCリーグ現役時代に使用していたグラブは左手にはめるものばかりだったが、どちらの手にもはめられる両投げ用のグラブも所持している。
50メートル走は5.8秒、遠投は105メートルを記録している。

## 詳細情報

### 年度別打撃成績
| 年 度     | 球 団     | 試 合 | 打 数 | 得 点 | 安 打 | 二 塁 打 | 三 塁 打 | 本 塁 打 | 塁 打 | 打 点 | 三 振 | 四 球 | 死 球 | 犠 打 | 犠 飛 | 盗 塁 | 併 殺 打 | 打 率 | 出 塁 率 | 長 打 率 | O P S |
| --------- | --------- | ----- | ----- | ----- | ----- | -------- | -------- | -------- | ----- | ----- | ----- | ----- | ----- | ----- | ----- | ----- | -------- | ----- | -------- | -------- | ----- |
| 2016      | 福島      | 49    | 107   | 19    | 26    | 4        | 3        | 0        | 36    | 9     | 21    | 3     | 3     | 4     | 0     | 7     | 4        | .243  | .283     | .336     | .620  |
| 2017      | 福島      | 43    | 41    | 15    | 10    | 2        | 0        | 0        | 12    | 4     | 12    | 1     | 0     | 5     | 0     | 1     | 0        | .244  | .262     | .293     | .555  |
| 2018      | 武蔵 埼玉 | 65    | 176   | 32    | 57    | 12       | 3        | 5        | 90    | 21    | 24    | 7     | 6     | 5     | 1     | 9     | 0        | .324  | .368     | .511     | .880  |
| 2019      | 武蔵 埼玉 | 70    | 264   | 40    | 91    | 18       | 2        | 8        | 137   | 59    | 27    | 26    | 9     | 1     | 6     | 9     | 2        | .345  | .413     | .519     | .932  |
| 2020      | 武蔵 埼玉 | 59    | 200   | 30    | 60    | 11       | 3        | 2        | 83    | 23    | 19    | 11    | 5     | 0     | 1     | 9     | 4        | .300  | .350     | .415     | .765  |
| 2021      | 武蔵 埼玉 | 60    | 232   | 31    | 64    | 9        | 1        | 3        | 84    | 28    | 22    | 6     | 2     | 0     | 0     | 5     | 9        | .276  | .296     | .362     | .658  |
| 通算：6年 | 通算：6年 | 346   | 1020  | 167   | 308   | 56       | 12       | 18       | 442   | 144   | 125   | 54    | 25    | 15    | 8     | 40    | 19       | .302  | .350     | .443     | .793  |

- 武蔵ヒートベアーズは、2019年に埼玉武蔵ヒートベアーズに球団名を変更。変更後も略称は「武蔵」だったが、2020年より「埼玉」となった。

### 背番号
- 24 （2016年 - 2017年）
- 3 （2018年 - 2021年）